# السرب 190 (إسرائيل)
تشكل السرب 190 التابع للقوات الجوية الإسرائيلية، المعروف أيضاً باسم (سرب اللمسة السحرية) (بالعبرية: טייסת מגע הקסם) في 1980. وهو سرب مروحيات هجومية طراز إيه إتش-64 أباتشي (بيتن) يتمركز في قاعدة رامون الجوية.